# Schaefferia ephedroides
Schaefferia ephedroides är en benvedsväxtart som beskrevs av Ignatz Urban. Schaefferia ephedroides ingår i släktet Schaefferia och familjen Celastraceae. Inga underarter finns listade.